# 仝捷
仝捷（1957年—），河南信阳人，汉族，中华人民共和国政治人物、第十一届全国人民代表大会四川地区代表。
毕业于香港科技大学EMBA工商管理专业，是中共党员。担任四川长征机床集团有限董事长。2008年起担任全国人大代表。